# Nick DiGiovanni
Nicholas „Nick“ DiGiovanni (* 19. Mai 1996 in Barrington, Rhode Island) ist ein US-amerikanischer Koch und eine Internetpersönlichkeit. Er ist auf mehreren Plattformen aktiv und besitzt dort Millionen von Followern, unter anderem mehr als 20 Millionen auf YouTube und mehr als 11 Millionen bei TikTok.

## Biografie
Nicholas DiGiovanni wurde als Sohn von Chris und Susan DiGiovanni (geb. Naimi) geboren. Er ist persischer, italienischer, deutscher und britischer Abstammung und der älteste von vier Brüdern.
DiGiovanni besuchte die High School der Milton Academy, wo er seinen Abschluss machte. Er war Co-Leiter des Milton Academy Community Service-Programms. Nach seinem High-School-Abschluss ging er an die Harvard University, wo er seinen eigenen Studienschwerpunkt „Food and Climate“ (deutsch: „Essen und Klima“) gründete.
Kurz vor dem Abschluss des Studiums nahm DiGiovanni an einem Casting für die zehnte Staffel von MasterChef teil. Er erreichte bei der Show den dritten Platz.

### Internetkarriere
Nach seinem MasterChef-Abschluss und seinem Abschluss in Harvard begann DiGiovanni, Kochvideos auf YouTube zu veröffentlichen. In seinem allerersten YouTube-Video kochte DiGiovanni ein Dessert, welches er eigentlich bei MasterChef kochen sollte. Anschließend begann er, regelmäßig Videos zu veröffentlichen, in denen er verschiedene Gerichte zubereitete. Er erstellte auch YouTube Shorts, die besonders erfolgreich waren. In seiner YouTube-Karriere schloss er Partnerschaften mit zahlreichen Marken, darunter Nutella, Amazon, Walmart, und Kinder Bueno.

### Rekorde
Im November 2021 brach DiGiovanni zusammen mit dem TikTok-Star Lynja den Weltrekord für den größten Cake-Pop aller Zeiten, der 44,240 kg wog. Im Juni 2022 brach er einen weiteren Weltrekord für den größten Chicken Nugget aller Zeiten, der 20,96 kg wog. Am 11. Mai 2023 brach DiGiovanni zusammen mit Gordon Ramsay den Weltrekord für das größte Beef Wellington, das 25,76 kg wog.
Am 13. Juni 2023 veröffentlichte er sein erstes Kochbuch, Knife Drop. Es debütierte auf Platz 1 der Bestsellerliste der New York Times und blieb fünf Wochen in Folge auf der Liste.

## TV-Auftritte
- 2019 – Teilnehmer bei MasterChef
- 2021 – Mentor bei MasterChef
- 2021 – The Drew Barrymore Show
- 2022 – Live with Kelly and Mark
- 2022 – Selena + Chef

## Publikationen
- Knife Drop: Creative Recipes Anyone Can Cook (2022)[22]

## Auszeichnungen
- Gewinner der 11. YouTube-Streamy-Awards[23]
- Nominiert bei den 12. Streamy-Awards[24]
- Gewinner der 13. Streamy-Awards[25]